# 上犬
上犬（Epicyon）是恐犬亞科下已滅絕的屬，是中新世北美洲的原住民。上犬屬包含了幾種大型的犬科，如海德尼上犬站立時肩高0.9米。

## 描述
上犬體長約 1.5米（5英尺），體重 91—136（200—300磅），為目前已知體型最大的犬科。顱骨厚重，下顎強壯，形狀比起狼更像獅子。

## 古生態學
在北美洲德州地區，上犬與郊熊、巴博劍齒虎、半劍齒虎、恐犬等掠食者同時存在著，這些物種會為了食物與地盤彼此競爭。當地的古駱駝、叉角羚科的Cosoryx、新三趾馬和矮三趾馬、原猯及遠角犀則提供了食物來源。